# 娘本
娘本（1971年—），男，藏族工艺美术大师，青海省黄南藏族自治州同仁市隆务镇吾屯上村人。曾荣青海省工艺美术大师称号，2007年获得首届中国唐卡大师等称号，2009年4月被文化部授予“非物质文化遗产保护工作先进个人”称号，2012年6月被中国非物质文化遗产保护中心授予“中华非物质文化遗产传承人薪传奖，11月荣获全国工艺美术大师称号。

## 简介
12岁时拜中国工艺美术大师夏吾才让学艺，研究“热贡艺术”唐卡绘画和藏传佛教艺术。
1996年拜国家一级美术师罗家宽为师，学习汉族的传统工笔绘画艺术。
1997至1998年，被邀请担任“中国藏族文化艺术彩绘大观”的画师之一。
2008年，在家乡同仁县创办热贡画院，成为介绍和宣传热贡唐卡艺术的一个主阵地。

## 捐赠作品
- 2008年7月 赠送北京奥运会组委会三幅《福娃》唐卡。
- 2009年9月 赠送予国务院办公厅《文成公主进藏》、《开国大典》两幅唐卡。
- 2009年11月 赠送澳门特别行政区政府《回归十周年》唐卡。

## 外部連結
- 娘本：好唐卡画给大家看